# Jacek Kolendowicz
Jacek Kolendowicz (ur. 1958) – polski działacz i redaktor wędkarski.

## Życiorys
Z wykształcenia jest inżynierem mechanikiem. Ukończył Politechnikę Warszawską (Wydział Mechaniczno-Technologiczny, specjalizacja: obrabiarki i urządzenia technologiczne). Trzynaście lat pracował jako konstruktor maszyn i urządzeń, m.in. w Ośrodku Badawczo-Konstrukcyjnego Koprotech, Polkolorze, Fabryce Pras Automatycznych Hydomat, czy Ośrodku Badawczo-Rozwojowym Predomu. Od około 1970 uprawia wędkarstwo, w tym od około 1980 wyczynowo. W 1991 stał się członkiem polskiej wędkarskiej kadry narodowej. W latach 1992, 1993 i 1994 był wędkarskim Mistrzem Polski. Czterokrotnie zdobył tytuł Wędkarza Roku Polskiego Związku Wędkarskiego.
Jest twórcą czternastu filmów wędkarsko-przyrodniczych. Napisał też sześć książek i około tysiąc branżowych publikacji prasowych. Od 1999 pełnił funkcję redaktora naczelnego miesięczników wędkarskich: Świata Spinningu, a potem Wędkarskiego Świata. Obecnie (2023) jest redaktorem naczelnym Wiadomości Wędkarskich.
Mieszka w Warszawie.